# ユーカリプラザ
ユーカリプラザは、千葉県佐倉市ユーカリが丘にあるショッピングセンター。

## 概要
「山万」が運営を受託しているショッピングセンターで、2003年9月26日に「ユーカリが丘サティ2番街（情報発信館）」から名称変更して開業。「YOU!PLA」や「ユープラ」は「愛称」である。
1F - 4Fに各種専門店が入居し、5F以上が核テナントであるシネマサンシャインとなっている。京成ユーカリが丘駅とは、ウィシュトンホテル・ユーカリ経由で、2F部分がコンコースで接続している。
「ユーカリが丘・シネマビル」として企画され、1999年3月6日にユーカリが丘サティ2番街（情報発信館）として開業した。書籍やレンタルショップ、雑貨店などの入った店舗エリアとワーナー・マイカル・シネマズから構成されていた。
「シネマビル」の名称にもある通り、当初の核テナントはワーナー・マイカル・シネマズ（後のイオンシネマ）であり、日本では13番目のシネマコンプレックスであった。このシネコンを含め、マイカルが「スカイプラザ・ユーカリが丘イーストタワー」内の商業施設（旧・ユーカリが丘サティ1番街、現・スカイプラザ・モール）と一体で運営していた。
2001年９月にサティを展開していたマイカルが経営破綻し、その再建過程で施設所有者である山万自身が運営を引き継ぎ、2003年9月26日、「ユーカリプラザ」としてリニューアルオープンした。
2018年5月31日に開業時からの核テナントであったイオンシネマが閉館し、同年6月15日よりシネマサンシャインが新たな核テナントとして営業。

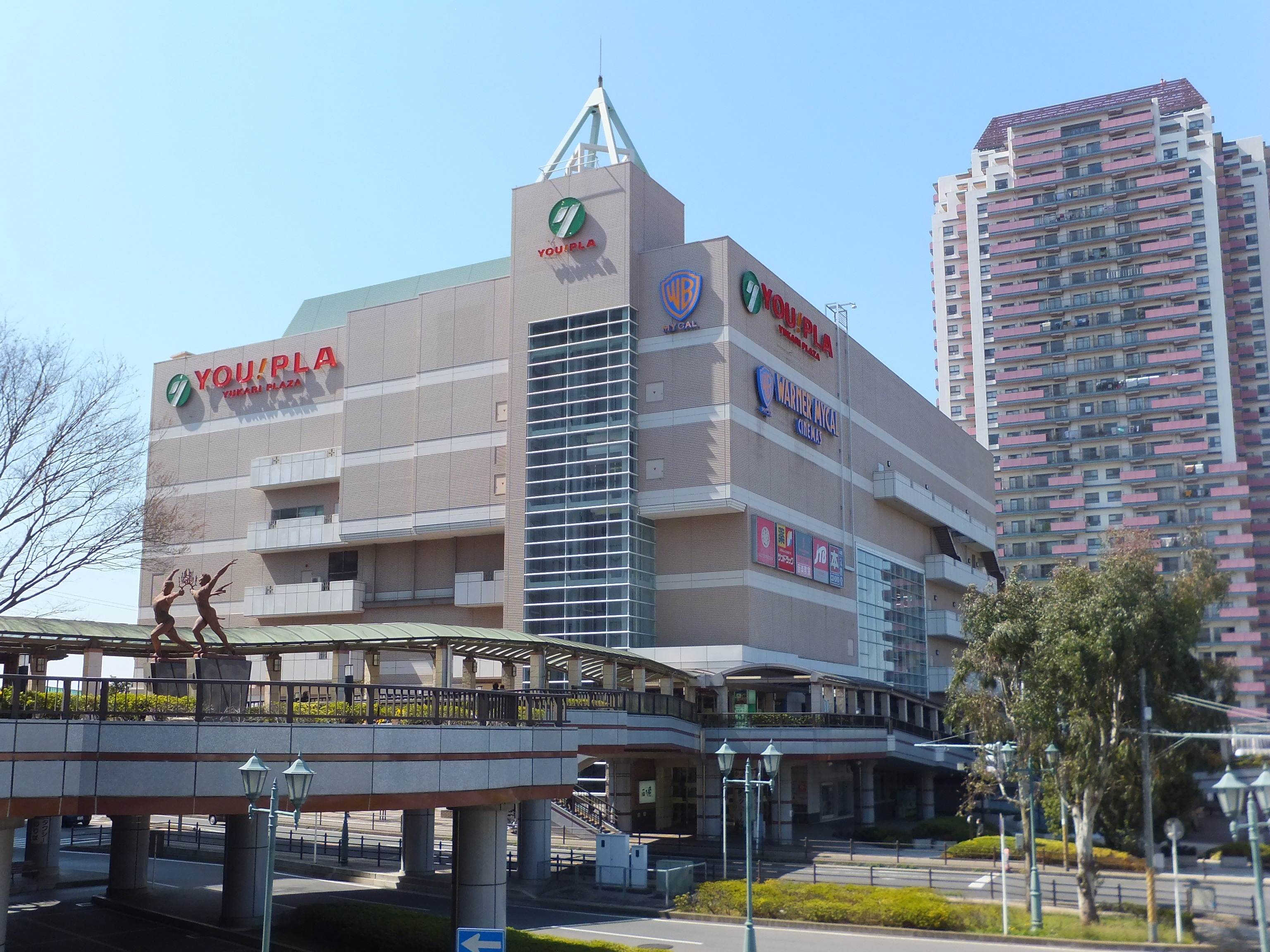
ワーナー・マイカル・シネマズ時代の店舗外観（2012年4月）
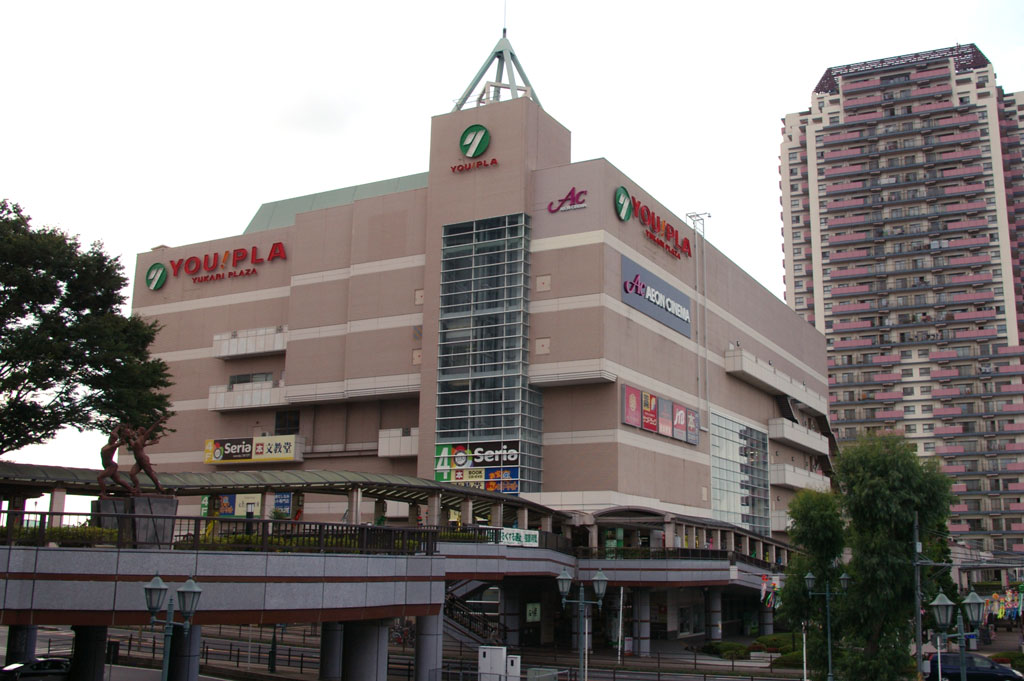
イオンシネマ時代の店舗外観（2013年7月）

## 沿革

### ユーカリが丘サティ2番街
- 1999年（平成11年）
  - 3月6日 - 「ユーカリが丘サティ2番街（情報発信館）」が開業[1]。
- 2001年（平成13年）
  - 9月14日 - マイカルが経営破綻[9]。山万が運営を引き継ぐ[6]。

### ユーカリプラザ
- 2003年（平成15年）
  - 3月1日 - 「ユーカリプラザ」に名称変更[6][10]。ワーナー・マイカル・シネマズ、ダイナレックス、村山ツーリストビューローのみ営業していた[6]。
  - 9月26日 - 「ユーカリプラザ」としてオープン[2]。bayfmサテライトスタジオ「ユーカリスタジオ」が同時オープン[2]。
- 2013年（平成25年）
  - 7月1日 - ワーナー・マイカル・シネマズの屋号がイオンシネマへ変更[11]。
- 2018年（平成30年）
  - 5月31日 - イオンシネマが閉館[7]。
  - 6月15日 - シネマサンシャインが開館[8]。

## テナント
- 主なテナントはシネマサンシャイン、宮脇書店、セリア、マクドナルド、三越
- 詳細は公式サイト「ショップガイド」を参照。

### 過去の主なテナント
- ワーナー・マイカル・シネマズ → イオンシネマ（1999年3月6日開館[7] - 2018年5月31日閉館[7]）
- ダイナレックス[12]
- 村山ツーリストビューロー
- サンドラッグ（2017年9月15日閉店[13]）
- 文教堂[12]
- アミュージアム

## 交通
- 詳細は公式サイト「アクセス」を参照。
  - ユーカリが丘駅より徒歩1分